# Nombres 6 000 à 6 999
Cet article recense quelques entiers naturels ayant des propriétés remarquables et inclus dans l'intervalle allant de 6 000 et 6 999, tous deux inclus.
Attention : tous les nombres premiers de cet intervalle ne sont pas encore mentionnés.

## 6 000 - 6 249
- 6007 - nombre premier
- 6011 - nombre premier
- 6028 - nombre heptagonal centré
- 6037 - nombre premier
- 6047 - nombre premier sûr
- 6053 - Nombre premier de Sophie Germain
- 6069 - nombre ennéagonal
- 6084 - 782 ; somme des cubes des entiers de 1 à 12
- 6089 - nombre hautement cototient premier
- 6095 - constante magique du carré magique n×n et du problème des n dames pour n = 23
- 6101 - nombre premier de Sophie Germain
- 6105 - nombre triangulaire
- 6113 - nombre premier de Sophie Germain
- 6131 - nombre premier de Sophie Germain
- 6133 - nombre premier
- 6143 - nombre premier, nombre de Thebit
- 6151 - nombre premier
- 6163 - nombre premier
- 6173 - nombre premier de Sophie Germain
- 6174 - Constante de Kaprekar
- 6181 - nombre octaédrique
- 6197 - nombre premier
- 6199 - nombre premier
- 6200 - nombre en division harmonique
- 6201 - nombre carré pyramidal
- 6211 - nombre premier cubain de la forme x = y + 1
- 6216 - nombre triangulaire
- 6221 - nombre premier
- 6232 - nombre amical avec 6368
- 6241 = 792, nombre octogonal centré

## 6 250 - 6 449
- 6250 - nombre de Leyland
- 6263 - nombre premier de Sophie Germain, nombre premier équilibré
- 6269 - nombre premier de Sophie Germain
- 6271 - nombre premier
- 6277 - nombre premier
- 6280 - nombre décagonal
- 6299 - nombre premier
- 6311 - nombre premier
- 6317 - nombre premier équilibré
- 6322 - nombre heptagonal centré
- 6323 - nombre premier de Sophie Germain
- 6328 - nombre triangulaire
- 6337 - nombre premier
- 6348 - nombre pyramidal pentagonal
- 6361 - nombre premier
- 6364 - nombre ennéagonal
- 6367 - nombre premier équilibré
- 6368 - nombre amical avec 6232
- 6389 - nombre premier
- 6399 - plus petit entier naturel qui ne peut pas être exprimé comme une somme de moins de 279 puissances huitièmes
- 6400 - 802
- 6408 - somme des carrés des trente premiers nombres premiers
- 6421 - nombre premier
- 6427 - nombre premier
- 6441 - nombre triangulaire
- 6449 - nombre premier de Sophie Germain

## 6 500 - 6 749
- 6469 - nombre premier
- 6491 - nombre premier de Sophie Germain
- 6509 - nombre hautement cototient
- 6521 - nombre premier de Sophie Germain
- 6545 - nombre tétraédrique
- 6551 - nombre premier de Sophie Germain
- 6555 - nombre triangulaire
- 6556 - membre d'une paire de Ruth-Aaron avec 6557 (première définition)
- 6557 - membre d'une paire de Ruth-Aaron avec 6556 (première définition)
- 6561 - 38 (donc 812, donc nombre octogonal centré)
- 6577 - nombre premier
- 6563 - nombre premier de Sophie Germain
- 6581 - nombre premier de Sophie Germain
- 6599 - nombre premier sûr
- 6601 - nombre de Carmichael, nombre décagonal
- 6607 - nombre premier
- 6623 - nombre heptagonal centré
- 6637 - nombre premier
- 6653 - nombre premier
- 6659 - nombre premier sûr
- 6661 - nombre premier
- 6666 - nombre ennéagonal
- 6670 - 115e nombre triangulaire (donc 58e nombre hexagonal et 39e nombre ennéagonal centré)
- 6673 - nombre premier
- 6679 - nombre premier
- 6689 - nombre premier
- 6719 - nombre premier sûr, nombre hautement cototient
- 6724 - 822

## 6 750 - 6 999
- 6761 - nombre premier de Sophie Germain
- 6763 - nombre premier
- 6765 - nombre de Fibonacci
- 6779 - nombre premier sûr
- 6811 - membre d'une paire de Ruth-Aaron avec 6557 (première définition)
- 6812 - membre d'une paire de Ruth-Aaron avec 6556 (première définition)
- 6823 - nombre premier
- 6827 - nombre premier sûr
- 6829 - nombre premier
- 6863 - nombre premier équilibré
- 6869 - nombre premier
- 6876 - nombre triangulaire
- 6880 - nombre vampire
- 6889 - 832 ; nombre octogonal centré
- 6899 - nombre premier de Sophie Germain, nombre premier sûr
- 6903 - nombre triangulaire
- 6911 - nombre premier
- 6924 - constante magique du carré magique n×n et du problème des n dames pour n = 24
- 6929 - nombre hautement cototient
- 6930 - nombre décagonal, nombre carré pyramidal
- 6931 - nombre heptagonal centré
- 6947 - nombre premier
- 6961 - nombre premier
- 6967 - nombre premier
- 6975 - nombre ennéagonal
- 6977 - nombre premier équilibré
- 6983 - nombre premier de Sophie Germain, nombre premier sûr
- 6991 - nombre premier
- 6997 - nombre premier